# Als die Frauen noch Schwänze hatten
Als die Frauen noch Schwänze hatten (italienischer Originaltitel: Quando le donne avevano la coda; deutscher Alternativtitel: Sie suchten das Feuer und fanden den Sex) ist ein Spielfilm aus dem Jahr 1970 des italienischen Regisseurs Pasquale Festa Campanile. Die Erstaufführung erfolgte in Deutschland am 17. Dezember 1970 (Filmstart in Italien am 16. Oktober 1970).
Die weibliche Hauptrolle der Filli spielte Senta Berger, die männliche Hauptrolle des Ulli wurde verkörpert vom zuvor in Italo-Western bekannt gewordenen Giuliano Gemma. Senta Berger weigerte sich, ihre Rolle in der deutschen Fassung selbst zu synchronisieren, nach eigener Aussage aus Protest gegen die plumpe Übersetzung im Filmtitel (mit „Schwänze“ statt „Schweife“) und die vom italienischen Original abweichenden schmuddeligen deutschen Dialogtexte.

## Handlung
Ulli und seine Gefährten Put, Uto, Zog, Kao, Grr und Maluc, eine siebenköpfige Gruppe von jungen Steinzeitmännern, müssen eine allein von ihnen bewohnte kleine Insel wegen einer durch Blitzeinschlag verursachten Feuersbrunst verlassen. Mit dem Floß gelangen sie in ein fremdes Land und suchen sich dort auf dem Festland eine neue Bleibe. Sie verbringen ihre Zeit mit dem Jagen, Fallenstellen und Essen sowie verschiedenen Erfindungen, bei denen sich vor allem der einfallsreiche Kao hervortut. In einer ihrer Fallen finden die Männer eines Tages ein „Tier“, das ihnen ähnlich sieht, aber weichere Gesichtszüge, längere Haare und einen Schwanz hat.
Die Männer haben noch nie ein „Weibchen“ gesehen und planen ursprünglich, sie zu „schmackofatzen“ (aufzuessen). Filli, so der Name des weiblichen Wesens mit freundlich wedelndem Schwänzchen, bringt dem Anführer Ulli, der sie eigentlich schlachten soll, ein „Spiel“ bei, das „Weibchenschmus“ heißt und Ulli so begeistert, dass er Filli am Leben lässt und in einer Höhle vor den anderen versteckt. Aber die Clanmitglieder entdecken das Liebesnest und lassen sich (abgesehen von Maluc, der mehr dem eigenen Geschlecht zugetan ist) ebenfalls in das Spiel, die Kunst des „Fimmelns“, einweihen, was Ulli eifersüchtig macht.
Filli wird der Kameraden ihres ersten Gespielen aber bald überdrüssig und flieht mit Ulli zu ihrem Stamm. Die verbliebenen Männer begeben sich auf die Verfolgung der beiden, werden aber von einer Gruppe kriegerischer und wenig attraktiver Frauen gefangen, verschleppt und als „Sexsklaven“ gehalten.

## Hintergrund
Die Idee zu dem Film hatte die bekannte italienische Feministin und Regisseurin Lina Wertmüller, die am Drehbuch beteiligt war. Ihr Ehemann Enrico Job war als Ausstatter vorgesehen. Der Schriftsteller Umberto Eco hatte nach eigener Aussage nichts mit der Entstehungsgeschichte zu tun, auch wenn er in italienischen Medien und Filmlexika häufig als „Ideengeber “ (ital. soggetto) oder gar Verfasser einer literarischen Vorlage genannt wird. „Gewisse Meldungen“, so Eco zu dieser Fehlinformation, entstünden „ganz einfach dadurch, dass ein Witzbold in einem Wochenblatt diversen Leuten parodierte Erklärungen unterschiebt, die dann von anderen Gazetten übernommen werden, als seien sie wahr.“ In seinem im Jahr 2000 veröffentlichten Schelmenroman Baudolino lässt Eco allerdings seinen Titelhelden in der Fantasiestadt „Karjamaja“ auf „Frauen mit Wildschweinzähnen, Haaren bis zu den Füßen und Kuhschwänzen“ treffen.
Nach den Erinnerungen von Senta Berger begründete Wertmüller ihre Beteiligung an der Produktion mit den Worten: „Ja, natürlich ist es eine Komödie, aber auch eine Parodie auf all diese schrecklichen Filme, die in der Steinzeit spielen, und eine Satire auf unsere Gesellschaft, in der die Rollen sich verkehren und die Frauen den Männern sagen, wo’s langgeht.“ Aus Wertschätzung zu Wertmüller und zum Regisseur Pasquale Festa Campanile, der für Luchino Visconti das Drehbuch für Rocco und seine Brüder geschrieben hatte, übernahm Berger nach eigener Aussage die Hauptrolle. Sie erwartete demnach eine Mischung zwischen einer „liebenswerten Komödie und einem absoluten Blödelfilm“. Als sie am Drehort der Außenaufnahmen, einem Steinbruch in Torvaianica an der Küste südwestlich von Rom, von „hundert Fotografen“ erwartet wurde, wusste sie angeblich, dass sie die dort entstandenen Bilder ein „Leben lang verfolgen“ würden. Der Schauplatz diente auch als Kulisse für Sandalenfilme und Italowestern.

## Synchronisation
Die deutsche Synchronisation übernahm die Phoenix Film Karlheinz Brunnemann GmbH & Co. Produktions KG in Berlin. Senta Berger verweigerte es rückblickend mit Verweis auf die damals tonangebenden, seichten Sexfilme, sich selbst zu synchronisieren: „Ich sollte meine Rolle auf Deutsch synchronisieren. Eine deutsche Synchronfirma, ich glaube, sie hieß Brunnemann, schickte mir die Übersetzungen. Ich traute meinen Augen nicht. Aus den, zugegeben, recht einfachen Blödeleien waren dumme, vulgäre, spießig-pornografische Texte geworden. Das Wort ‚Coda‘ war mit ‚Schwanz‘ übersetzt worden. Ein gefundenes Fressen. Das passte so recht in die Zeit der ‚Schulmädchenreporte‘ in Deutschland.“ Senta Berger wurde schließlich von Beate Hasenau synchronisiert. Für das Dialogbuch und die Regie war Karlheinz Brunnemann verantwortlich.
| Darsteller          | Rolle                        | Synchronsprecher   |
| ------------------- | ---------------------------- | ------------------ |
| Senta Berger        | Filli                        | Beate Hasenau      |
| Giuliano Gemma      | Ulli                         | Christian Brückner |
| Frank Wolff         | Grr                          | Arnold Marquis     |
| Renzo Montagnani    | Maluc                        | Rolf Schult        |
| Lino Toffolo        | Put                          | Harry Wüstenhagen  |
| Francesco Mulè      | Uto                          | Martin Hirthe      |
| Aldo Giuffrè        | Zog                          | N. N.              |
| Paola Borboni       | Anführerin des Frauenstammes | Paula Lepa         |
| Lando Buzzanca      | Kao                          | Claus Wilcke       |
| Gabriella Giorgelli | N. N.                        | N. N.              |

## Kritik
Italienische Medien würdigten den Film nach der Premiere als „groteske Parabel“ und gelungene Satire, wonach das „glückliche und wilde Treiben“ der Gesellschaft in der von Eifersucht geprägten Institution der Ehe zugrunde geht. Das sei so „ungewöhnlich“ wie „unterhaltsam“, ganz abgesehen von der brillanten Farbfotografie von Kameramann Franco Di Giacomo und Enrico Jobs „einfallsreichem“ Szenenbild (La Stampa, 16. Oktober 1970). Die Handlung wurde gar mit Voltaires Satire Candide oder der Optimismus verglichen und die „groteske und antirealistische“ Optik betont (G.I. Rondi in Il Tempo). Deutsche Medien waren aufgrund der niveaulosen Synchronisation wesentlich kritischer und sprachen von einer „Sexklamotte“. Aus zeitlicher Distanz gibt es jedoch auch Stimmen, die den Film als „so schlecht“ empfinden, dass er „irgendwie schon wieder gut“ sei.

„Kindischer Steinzeit-Sexklamauk, stellenweise geschmacklos und ordinär“

„Das Land kehrt zum Bürgertum zurück und so ist ‚Als die Frauen noch Schwänze hatten‘ ein Relikt aus vergangener Zeit, als Sex revolutionär mit einem Augenzwinkern verbreitet wurde.“

„Klamottenhafter, kindlich-kindischer Ulk ohne satirische oder parodistische Note.“

## Verwendete Sprache
Der Begriff „Pompfe“, im Film für eine Keule verwendet, bezeichnet heutzutage auch eine Polsterwaffe im Teamsport Jugger.

## Fortsetzung
1972 drehte Festa Campanile mit Quando le donne persero la coda („Wie die Frauen ihre Schwänze verloren“) eine ebenfalls von Lina Wertmüller konzipierte Fortsetzung, in der es um die Erfindung des Geldes geht, das die bis dahin von den Frauen dominierten Beziehungen der Steinzeitmenschen revolutioniert. In dem auf Deutsch unter dem Titel Toll trieben es die alten Germanen vermarkteten Film spielte Senta Berger wiederum die Steinzeitfrau Filli, die durch das Geld zum käuflichen Objekt gemacht wird und die Selbstbestimmung über ihr Geschlechtsleben verliert. Die männliche Hauptrolle des geschäftstüchtigen und manipulativen Pap übernahm in dem Fortsetzungsfilm Mario Adorf.